# Játékszer

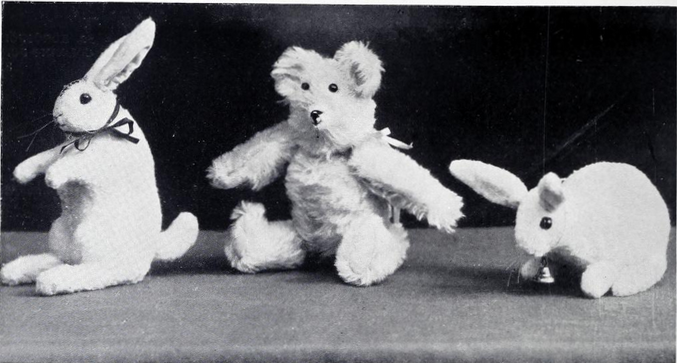
Játékszerek (1907)

A játékszer bármilyen olyan tárgy lehet, amelyet a játék során felhasználnak. A játékszereket általában a gyermekekkel és az állatok kölykeivel hozzák összefüggésbe. A játékszerekkel való játék az érzékszervek és készségek fejlesztésén túl felkészíti a gyermekeket társadalmi szerepeikre is. Manapság a legtöbb játékszert kifejezetten erre a célra tervezik és gyártják, de a játékba szinte bármilyen tárgyat be lehet vonni. Ennek egyik példája, amikor a gyerekek valamely háztartási eszközt vagy tárgyat megszereznek és azt felhasználják a játék során. Napjainkban a hagyományos, kézzelfogható játékszerek mellé felsorakoztak az új, interaktív digitális szórakoztatás kellékei, mint a video- és számítógépes játékok. A játékszerek egyedi csoportját képezik azok, amelyeket kizárólag gyűjtőknek vagy kiállítási célból készítenek.
A játékszerek eredete a történelem előtti időkbe nyúlik vissza: a gyerekeket, állatokat, katonákat ábrázoló babákat, illetve a felnőttek által használt tárgyak, szerszámok kicsinyített változatait már a régi egyiptomi civilizációk maradványai között is megtalálták.
A játék és a játékszerek fontosságát az adja, hogy ezen keresztül tanulnak a gyerekek a körülöttük lévő világról, felfedezik saját identitásukat, fejlesztik a velük született készségeiket, megtanulják az ok-okozati viszonyokat, fejlesztik képzelőerejüket, felfedezik a másokhoz fűződő kapcsolatokat és azok kezelésének módját, általánosságban véve csupa olyan dolgot "gyakorolnak" általa, amelyekre felnőttként is szükségük lesz. A felnőttek is játszanak és használnak játékszereket, legyen az pl. csoportos tevékenység, amely a társadalmi kötelékek kialakítását és megerősítését szolgálja, vagy magányos játék, amely szolgálhat kikapcsolódást, fiatalkorban megtanult viselkedésminták felelevenítését, elméjük és testük fejlesztését.

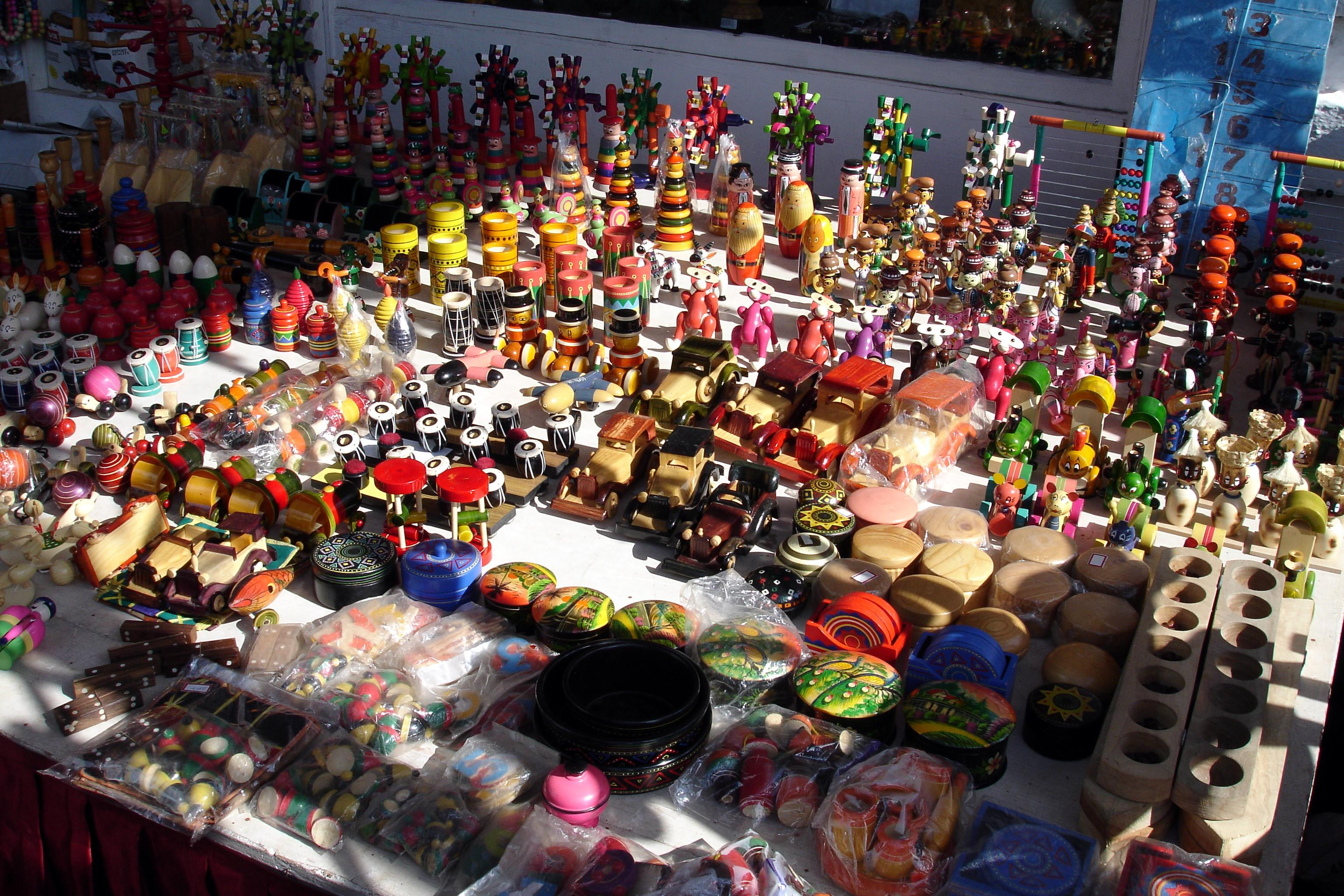
Az indiai Channapatna város híres az itt készülő fajátékokról

## A játékszerek története

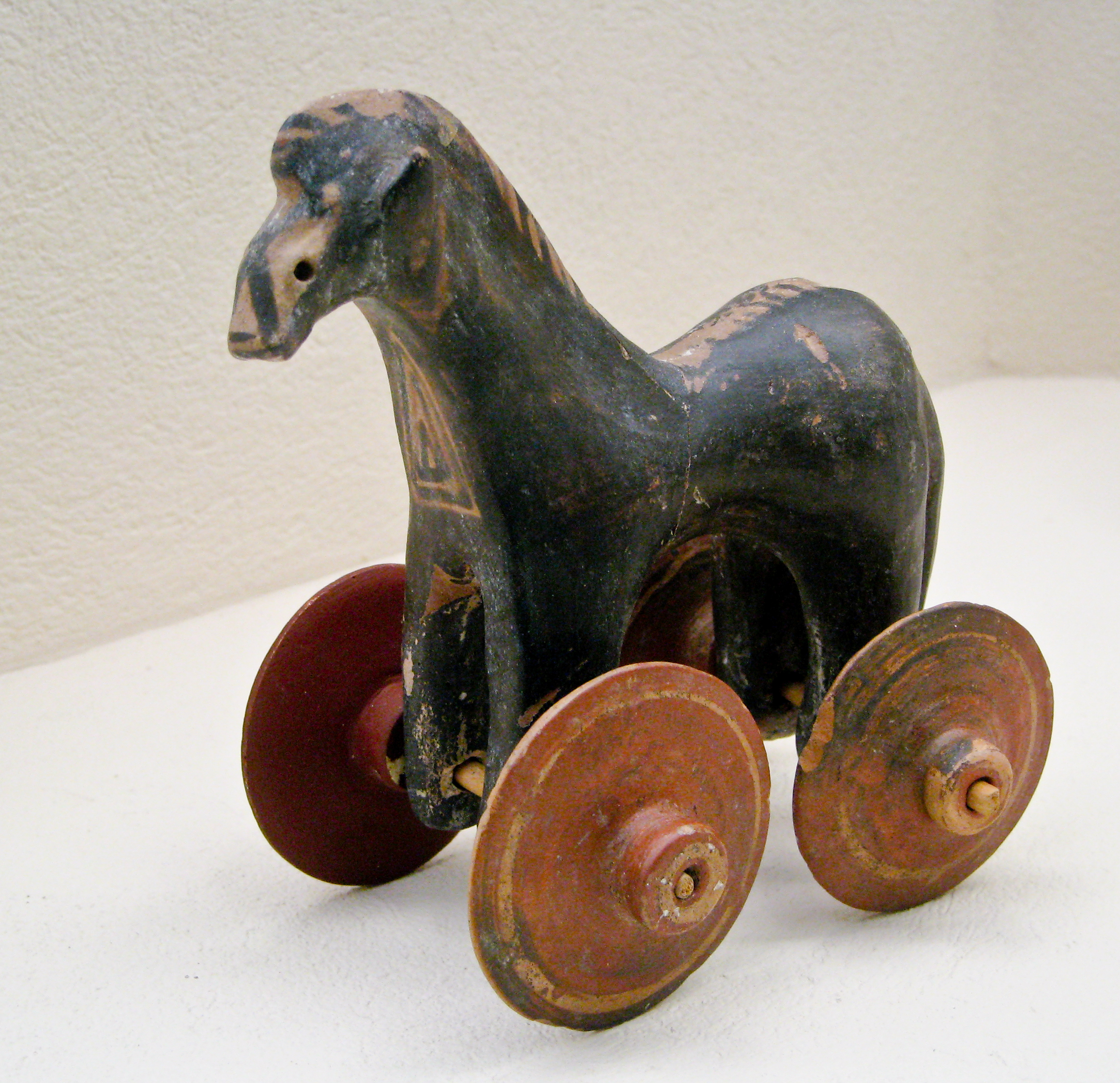
Kerekes faló, ógörög gyerekjáték Kr. e. 950-900-ből. Kerameikos Régészeti Múzeum, Athén

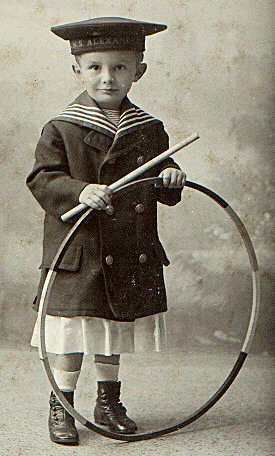
Kisfiú karikával.

A legtöbb emlősállat utódainál megfigyelhető viselkedésminta a játék, amelynek során bármilyen elérhető tárgyat játékszerként tudnak használni, pl. egy fenyőtobozt, sziklákat, fadarabokat vagy akár az élelmet is. Ennek megfelelően valószínűsíthető, hogy már az ember ősei is játszottak és játékszereket használtak. Játékszerek már a legrégebbi emberi civilizációk maradványai között is előkerültek és a legrégebbi irodalmi alkotások is említik őket. A Kr. e 3000-1500 között virágzó Indus-völgyi civilizáció településein számos pici szekeret, madár alakú sípot, játék majmokat találtak.
A legrégebbi emberi játékszereket csupa olyan anyagból készítették, amelyek a természetben is megtalálhatóak és könnyen hozzáférhetőek voltak – sziklák, fák, agyag, növények, termések, szarvak és agyarak, stb. Az ősi Egyiptomban a gyerekek már olyan babákkal játszottak, amelyeknek mozgatható végtagjaik és parókáik voltak és kőből, agyagból és fából készültek. Az ókori görög városállamokban és Rómában a babákat viaszból, terrakottából készítették, de játszottak botokkal, játék íjakkal és jojóval is. Az ókori görögöknél szokás volt – elsősorban a lányok körében –, hogy a felnőttkor küszöbén régi játékaikat feláldozták az isteneknek: a házasság előestéjén a lányok a templomba vitték és feláldozták a babáikat a felnőtté válás jelképeként.

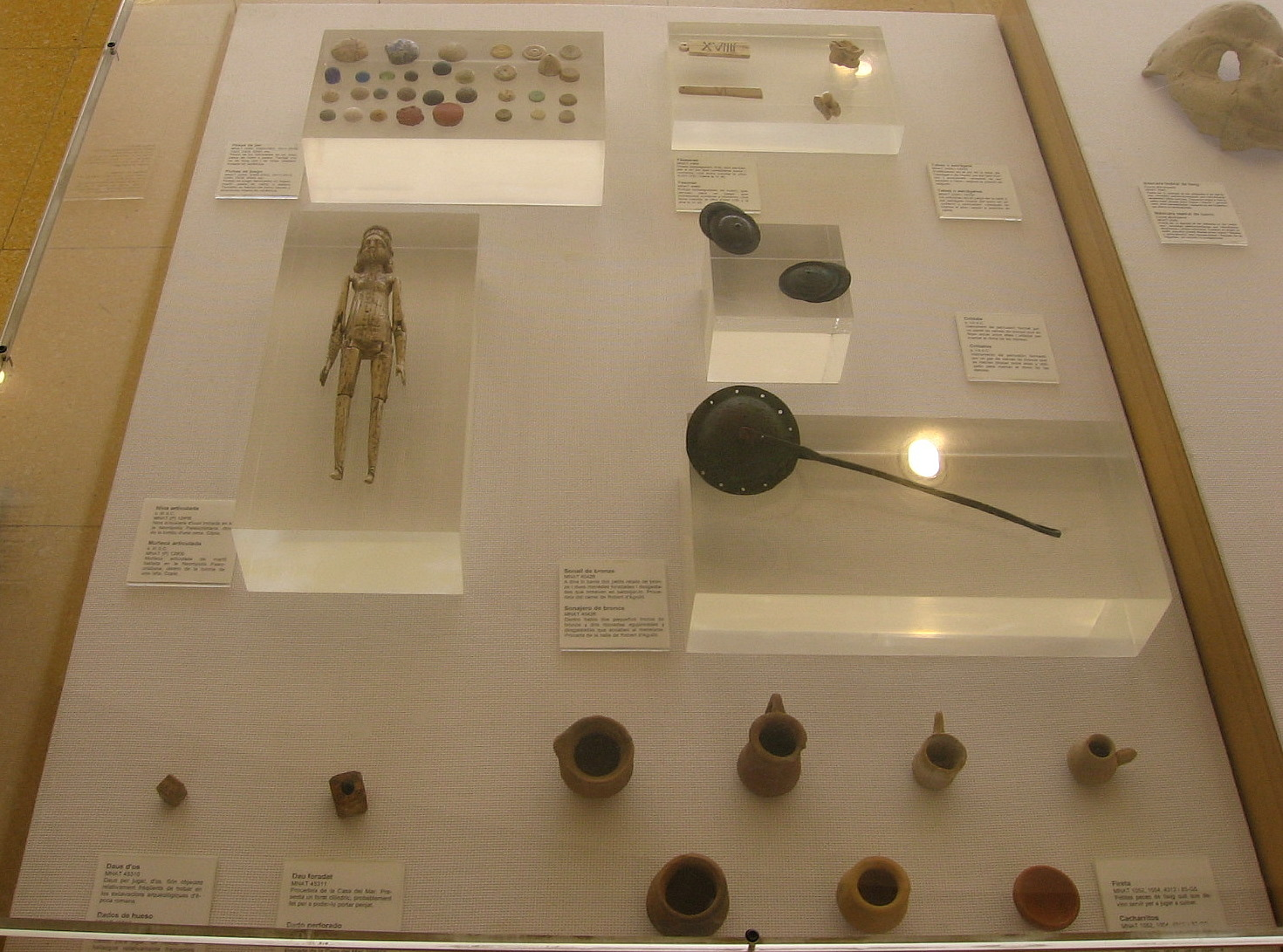
Ókori római játékok, amelyek bármelyik mai gyereknek is ismerősek lennének: egy baba, dobókocka, csörgő, illetve a babaházbak használt játék edények.

A civilizáció fejlődésével, a technikai haladással együtt a játékszerek is mélyreható változásokon mentek keresztül. Az ősi játékokat természetes anyagokból és legtöbbször saját kezűleg, a család vagy ismerősök készítették. A modern játékok legtöbbje műanyagból, fémből vagy szintetikus anyagokból készül, az erre szakosodott iparág tömegtermelésen és -fogyasztáson alapul.
Ezt a változást jól szemlélteti az egyik legősibb és legelterjedtebb játékszer, a játékbaba. A legkorábbi és legprimitívebb babák fából, faragással készültek, esetleg fűcsomóval imitálták a ruhát, hajat. Az egyiptomi babáknak már mozgatható végtagjaik voltak, míg a 19. századra egyes babák már ki tudták mondani, hogy "Mama". A mai, elemes és számítógéppel vezérelt babák képesek tárgyak képének, gazdájuk hangjának felismerésére, és számos – előre beprogramozott – válaszreakció közül tudnak választani.
A babák anyaga megváltozott, a babák kialakítása és képességei megváltoztak, de az állandó, hogy a gyerekek babázni akarnak.

## A játékszerek szerepe a gyermekek fejlődésében
A játékszerek, csakúgy mint a játék, többféle célt szolgálnak az ember és az emlősállatok fejlődésében. Szórakoztatást és kikapcsolódást biztosítanak, miközben nevelési-oktatási szerepet is betöltenek. A jó játékszer fejleszti a kognitív képességeket, stimulálja a kreativitást, elmélyült összpontosításra szoktat, segíti a fizikai és mentális készségek, képességek fejlesztését.
Legtöbbször a legegyszerűbb játékszereknek van a legnagyobb hatása: a fa építőkocka az egyik legjobb eszköze az gyermekek fejlesztésének: elősegíti a szem és a kéz koordinációját, a térlátást, a matematikai gondolkodást és a kreativitást. Hasonló játékszerek, mint az üveggolyók, labdák, is hasonló hatással vannak. A játék során a gyerekek saját képességeiket, és azok határát, próbálgatják, szerepeket tanulnak, edzik testüket és szellemüket, megtanulják az ok-okozati összefüggéseket, illetve a logikus gondolkodás, a tervezés alapelemeit.

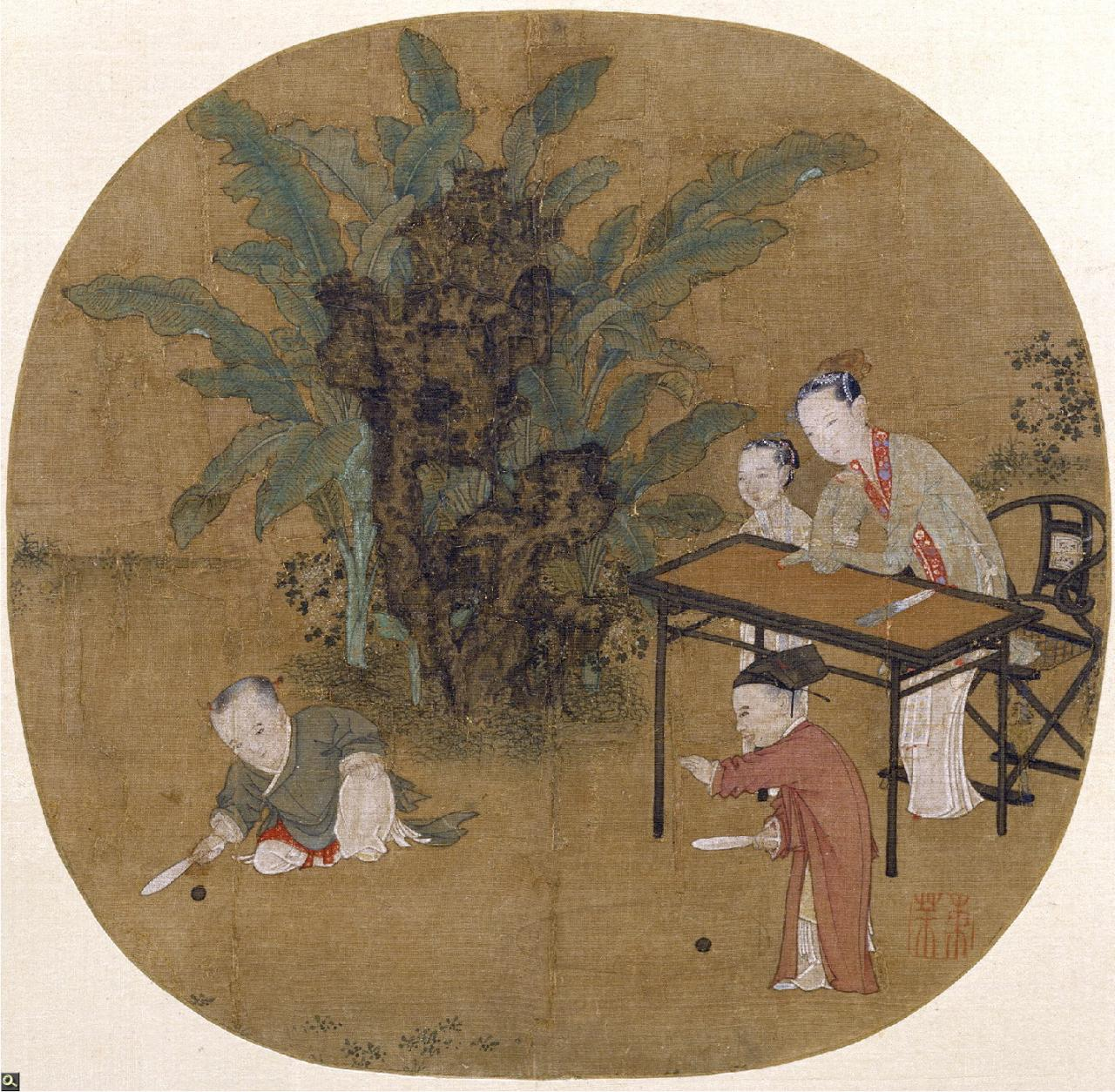
Ütőre kötött labdával játszó gyerekek: a kínai Szu Han-csen (苏汉臣), a Kr. u. 1130-1160 között, a Szung-dinasztia alatt aktív festő képe

A gyermekek fejlődését pozitívan befolyásoló játékszerek másik jó példája a gyurma, a Play-Doh vagy a házilag is elkészíthető sótészta. Ezek a játékok nagy hatással vannak a fizikai fejlődésre, a finommotoros koordinációra, a szem és a kéz közötti koordinációra, az érzelmi fejlődésre és a gyerekek társas fejlődésére is.
Az óvodás és kisiskolás korú gyermekek félelmeik leküzdésére remek terápia lehet a bábozás, mely során felszínre hozhatók a tudatalattiba letolt problémák, a jó elnyerheti méltó jutalmát, a gonosz pedig kezelhetővé, alakíthatóvá válik. Helyükre kerülnek a világ dolgai, és így a gyermek lelke is békét talál, harmóniába kerül. Tudnunk kell viszont, hogy gyermekünknek a bábozást is meg kell tanítani, mint minden más játékszert, illetve nem mindegy, hogy milyen alkatú gyermeknél alkalmazzunk ezt a fajta terápiát.
A csecsemők számára készített játékszerek gyakran élénk színűek, különböző hangokat hallatnak és különböző anyagokból készülnek, amelyek a tapintást fejlesztik. A játékszerek révén kezdik el a csecsemők felismerni a színeket, a formákat, a hangokat és az érzékelést, fejlesztik a legalapvetőbb képességeiket.
Az idősebb gyerekek számára készített játékok sokszor tartalmaznak rejtvényeket, megoldandó problémákat, amikkel a problémamegoldást, a logikus gondolkodást, vagy éppen a matematikai gondolkodást lehet fejleszteni. Ilyen társasjáték például a sakk, vagy ilyen egyszemélyes játék a Kép korong és a Rubik-kocka. Egyes játékok akár komoly matematikai vagy fizikai jelenségek demonstrálására is képesek, mint pl. a Newton's cradle ismert golyójáték.

Newton's cradle: a játék az az energia- és a lendületmegmaradás törvényét demonstrálja

## Nemi szerepek

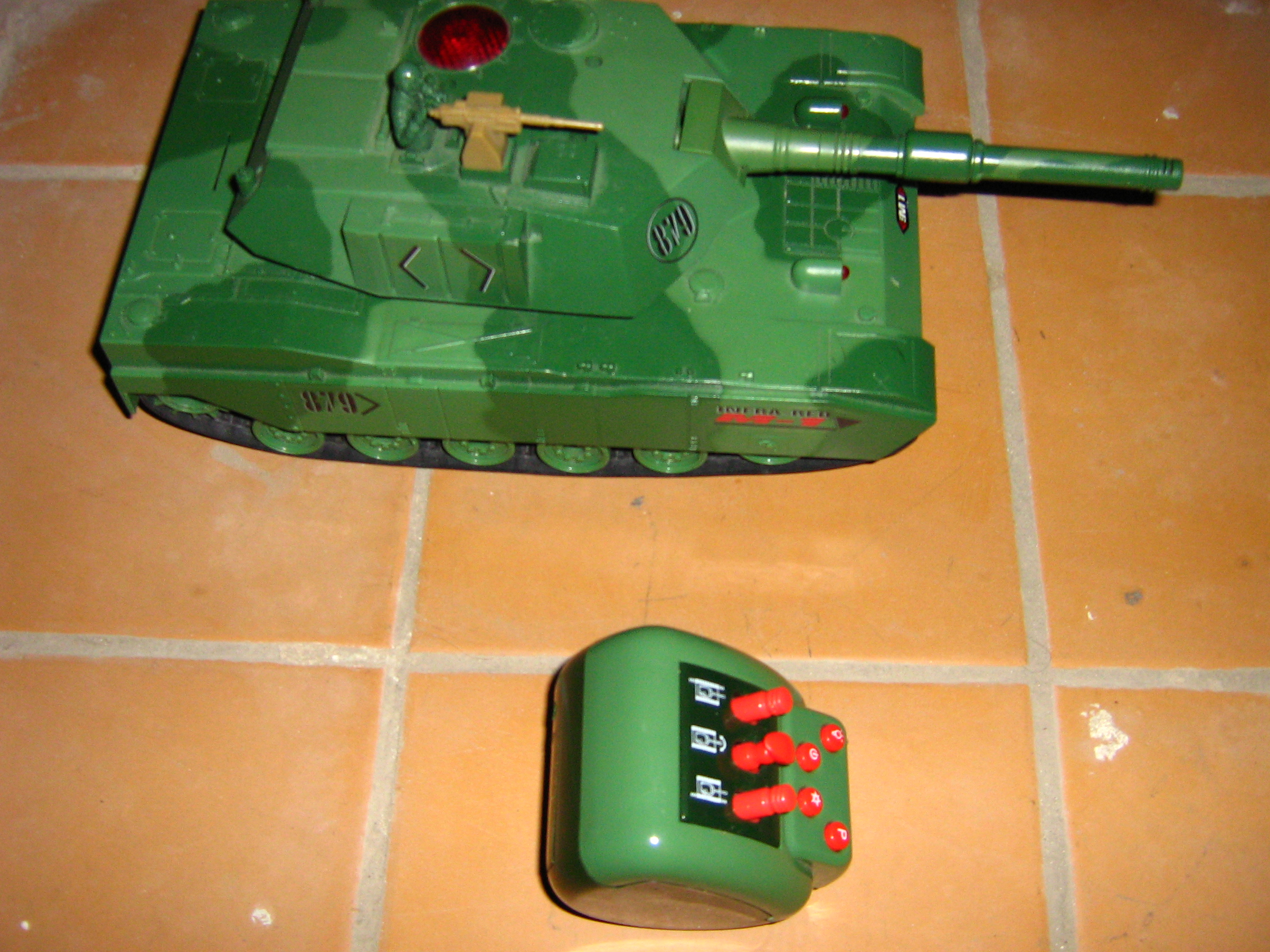
Távirányítású játék tank - általában a fiúk játékának tartják.

A játékszerek esetében is megfigyelhető a nemi szerepek, a nemi identitás alapján való elkülönülés: egyes játékszereket (pl. babák, játék konyha, babaház stb.) csak lányok számára, másokat (autók, tankok, játék fegyverek) inkább a fiúk számára tartanak elfogadhatónak, illetve vannak olyan játékok, amelyeb ebből a szempontból semlegesek (pl. építőkocka). A kutatások során megfigyelték, hogy már a 18 hónapos csecsemők is nemi identitásuknak megfelelő játékokat részesítenek előnyben.
A másik nem számára elfogadhatónak tartott játékokkal való játék járhat negatív következményekkel is a gyermek vagy szülei számára. A nyugati kultúrában lenézik, illetve rossz szemmel nézik azokat a fiúkat, akik babáznak. Érdekes módon az ellenkező nem igaz: a fiújátékokkal játszó lányokkal szemben általában nincsenek ilyen negatív érzelmek.

## Lásd még
- Kline, Stephen. Out of the Garden: Toys, TV, and Children's Culture in the Age of Marketing. Verso Books (1995). ISBN 1-85984-059-0
- Walsh, Tim. Timeless Toys: Classic Toys and the Playmakers Who Created Them. Andrews McMeel Publishing (2005). ISBN 0-7407-5571-4
- Wulffson, Don L.. Toys!. Henry Holt and Company (2000). ISBN 0-8050-6196-7
- Rampini Paolo , Le Auto-Giocattolo Italiane 1890-1960 , Edizioni P:R: 1986
- Akarsz-e játszani?, T.E.J.